# ابن الساعي
تاج الدين ابن السَّاعي البغدادي (593هـ - 674 هـ = 1197 - 1275 م، مولده ووفاته ببغداد) من كبار المصنفين في التاريخ. كان خازن كتب المستنصرية.

## اسمه
هو علي بن أنجب بن عثمان بن عبد الله أبو طالب، وفي «الجواهر المضية»: «ابن الساعاتي» نسبة إلى خال له اسمه «أحمد ابن علي بن تغلب» كان أبوه ساعاتياً، وعمل الساعات على باب المستنصرية. واتفقت المصادر الأخرى على تعريفه بابن الساعي البغدادي.

## كتبه
من تصانيفه
- الدر الثمين في أسماء المصنفين[3]

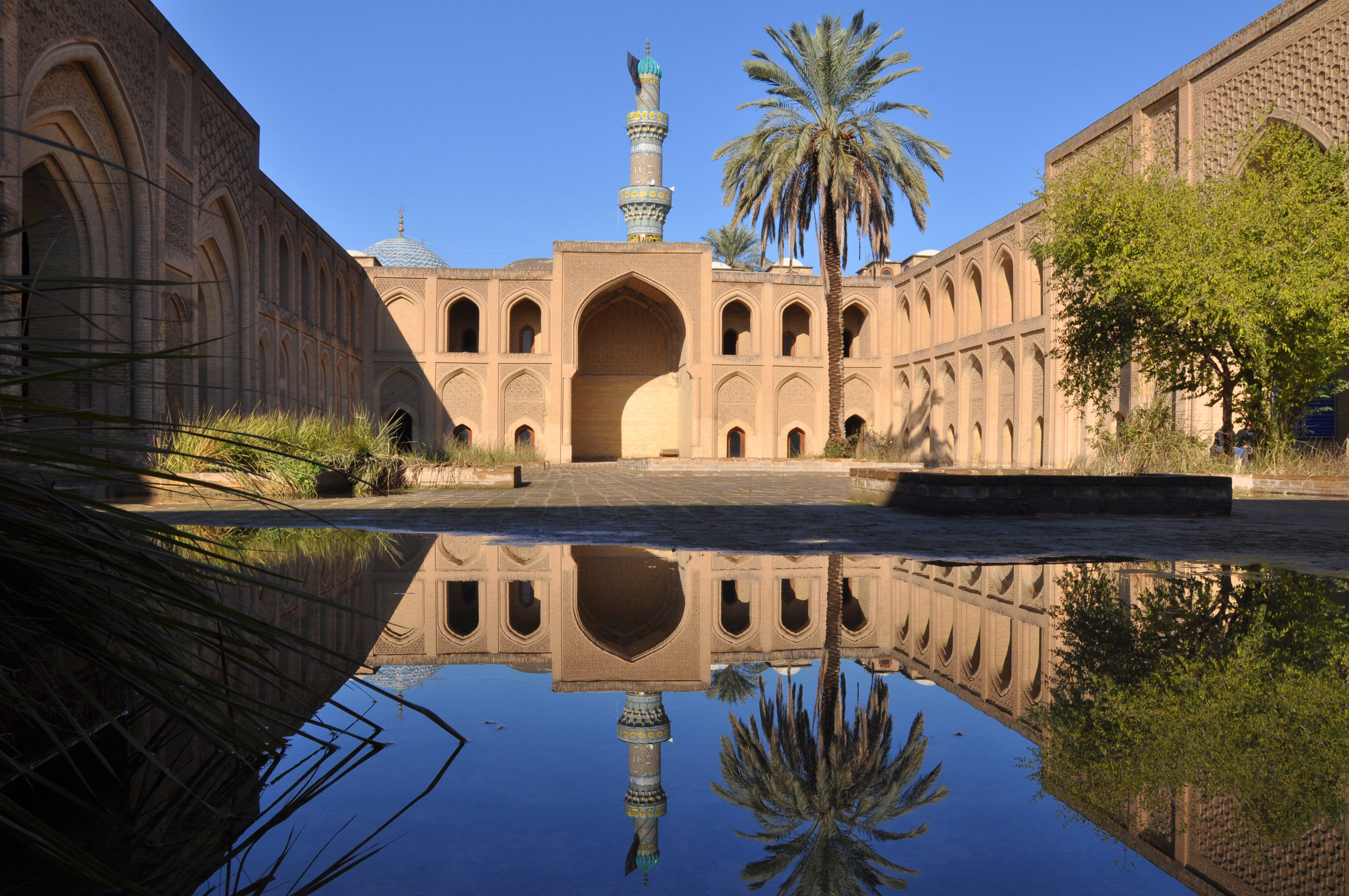
المدرسة المستنصرية ببغداد والتي تقلّد ابن الساعي منصب خازن الكتب فيها

- «الجامع المختصر في عنوان التاريخ وعيون السير» يقع في خمسة وعشرين مجلدا، رتبه على السنين وبلغ فيه آخر سنة 656 هـ طُبع منه المجلد التاسع بتحقيق مصطفى جواد، [3]
- «تاريخ الشعراء» [3]
- «أخبار الحلاج» [3]
- «أخبار قضاة بغداد» [3]
- «أخبار الوزراء» [3]
- «ذيل تاريخ بغداد» [3]
- «طبقات الفقهاء» [3]
- «غرر المحاضرة» [3]
- «أخبار المصنفين - خ» [ثم طُبع] [3]
- «مناقب الخلفاء العباسيين» [3]
- «المحب والمحبوب» [3]
- «نساء الخلفاء المسمى: جهات الأئمة الخلفاء من الحرائر والإماء - ط» [3]
- «الزهاد» [3]
- «الإيضاح عن الأحاديث الصحاح» [3]
- «إرشاد الطالب إلى معرفة المذاهب» [3]
- «شرح المقامات» للحريري.[3]